# Cratera complexa

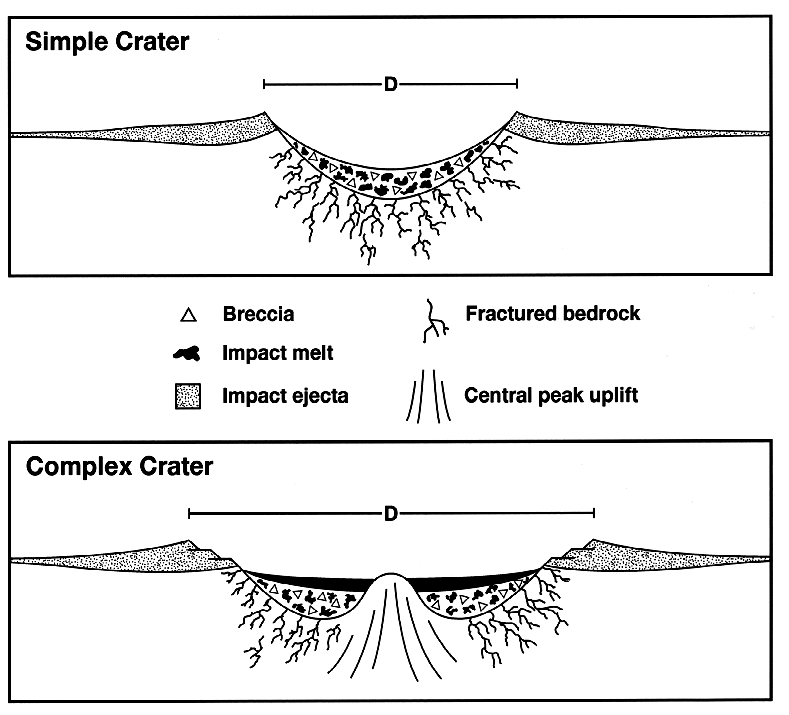
Estrutura de uma cratera de impacto.

Cratera complexa é um tipo de morfologia de um cratera de impacto.